# Нападение на таможенный пункт под Мядининкаем
Нападение на литовский таможенный пункт вблизи деревни Мядининкай (лит. Medininkų žudynės) на границе с Белорусской ССР произошло 31 июля 1991 года, в период распада СССР. В результате нападения семь человек были убиты, один — тяжело ранен.

## Предыстория
11 марта 1990 года Верховный совет Литвы провозгласил независимость республики (тогда Литовская ССР) от СССР. После экономической блокады Литвы и последующими вильнюсскими событиями литовские власти установили государственные пограничные и таможенные посты на своих границах. Таможенный пункт «Мядининкай» представлял собой простой вагончик на литовско-белорусской границе вблизи одноименной деревни.
Поводом для пограничных конфликтов стало введение литовским правительством (в апреле 1991 года) жестких ограничений на вывоз товаров из республики. Уже в первой половине мая 1991 года было сожжено несколько литовских таможенных постов — а власти двух (Шальчининского и Варенского) районов Литвы приняли постановления о прекращении деятельности таможенных служб на своих территориях.
Весной-летом 1991 года произошла серия нападений на установленные литовскими властями посты, в которых участвовали бойцы рижского и вильнюсского ОМОНа, с нашивками «Наши». Эти отряды подчинялись МВД СССР.
18 мая 1991 года около 13.00 участковый инспектор Вороновского райотдела внутренних дел БССР капитан Александр Фиясь был убит рядом с Шальчининкаем из засады, устроенной специально для поимки поджигателей постов. На следующий день из автомата Калашникова был застрелен капитан пограничной службы Литвы Гинтарас Жагунис, белорусская милиция задержала подозреваемых, среди которых был брат Александра Фияся.

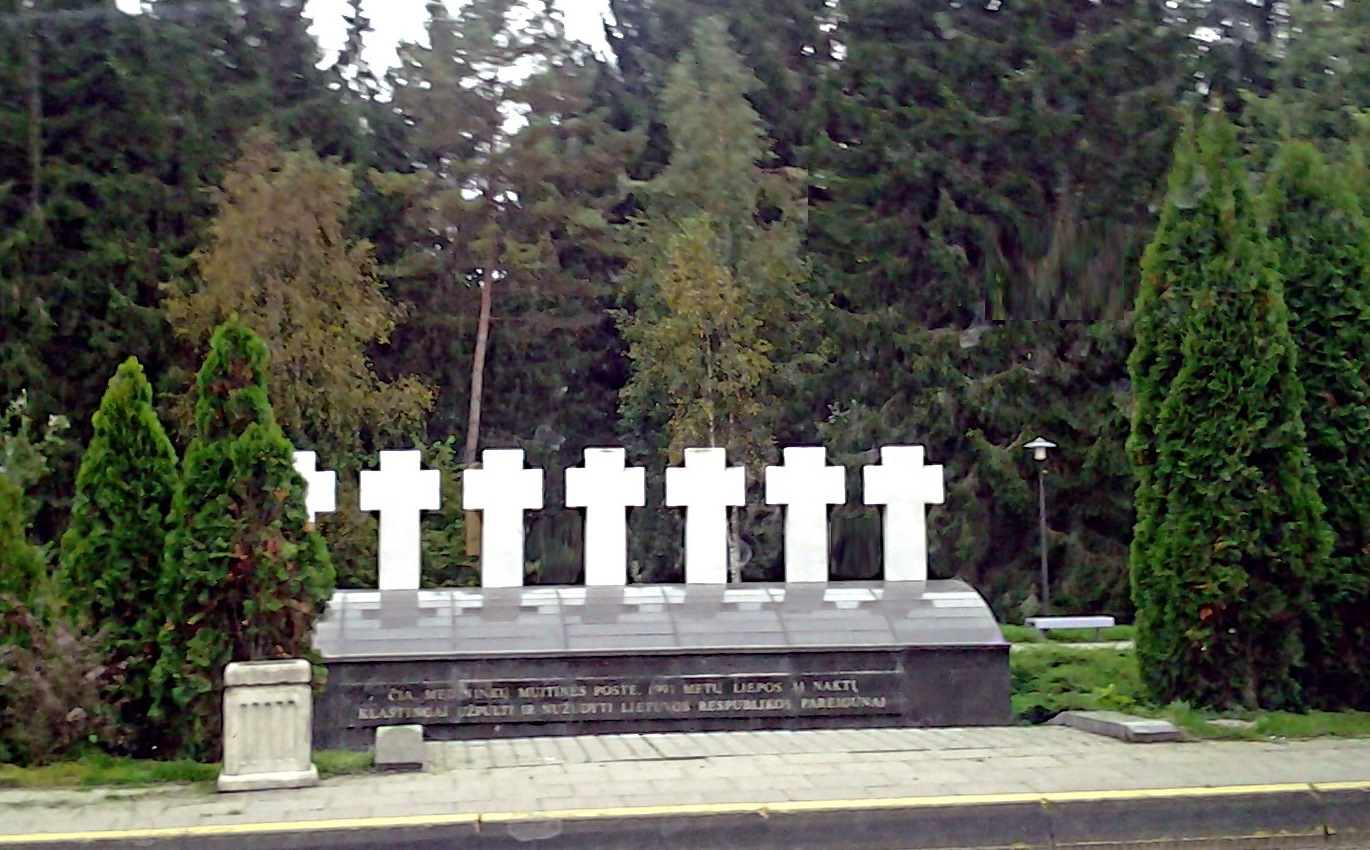
Памятник семи литовским должностным лицам в Мядининкае, убитым 31 июля 1991 года.

## Убийство
В ночь на 31 июля на таможенном посту под Мядининкаем находились 4 таможенника, 2 сотрудника дорожной полиции и 2 бойца отряда быстрого реагирования Департамента полиции Литвы «Арас». К вагончику подъехал УАЗ, из которого выскочили люди в камуфляже. По их приказу все работники таможенного пункта легли лицами в пол. После этого все таможенники были расстреляны в затылок из автоматического оружия, оснащённого глушителями. Были расстреляны также двое дорожных полицейских, которые с улицы услышали выстрелы и попытались вмешаться.
Всего погибло семь человек — трое таможенников и по два полицейских из отряда «Арас» и дорожной полиции.
Четвёртый таможенник, 28-летний Томас Шярнас, получил сквозное ранение в голову, но сумел выжить, хотя и остался на всю жизнь инвалидом. Впоследствии он давал показания литовскому следствию. Во многом благодаря этим показаниям картину преступления удалось восстановить.
Как рассказал выживший:

…это не была таможня в полном смысле слова. Был просто вагончик с литовским флагом — то есть больше политическая акция, демонстрация всему миру намерений маленькой Литовской республики стать независимой. Военные в Москве искали повод для вмешательства армии <…> Это были бойцы рижского ОМОНа, но одетые в обычный камуфляж без всяких опознавательных знаков. <…> всё убийство заняло буквально пару секунд. Пуля в затылок — и всё кончено. На нас и раньше нападали, и очень часто, но никогда не убивали. Просто били и поджигали вагончики. Никто не ожидал, что будут убивать.— 

## Жертвы
Убиты на месте:
- Антанас Мустейкис — таможенник
- Станисловас Орлавичюс — таможенник
- Альгимантас Юозакас, офицер группы антитеррористических операций полиции «Арас»
- Миндаугас Балавакас, офицер группы антитеррористических операций полиции «Арас»
- Юозас Янонис — сотрудник дорожной полиции
- Альгирдас Казлаускас — сотрудник дорожной полиции.

Таможенник Ричардас Рабавичюс получил тяжелое ранение и скончался в больнице 2 августа.

## Следствие
Следствие по делу об этом расстреле велось на протяжении 18 лет. По версии следствия, в нападении участвовали бойцы Рижского ОМОНа при содействии их коллег из Вильнюсского ОМОНа. Этот вывод был сделан не только на основе показаний Томаса Шярнаса, но и по результатам обыска на базе Рижского ОМОНа, где был обнаружен один из трёх автоматов калибра 5,45, из которого были совершены выстрелы.
Следствие установило, что в состав группы, осуществившей расстрел, входили:
- Александр Рыжов
- Андрей Лактионов
- Константин Никулин (получивший фамилию «Михайлов» в Латвии по программе защиты свидетелей)
- Чеслав Млынник

11 мая 2011 года гражданин России Константин Никулин был приговорён в Литве к пожизненному заключению. Вильнюсский окружной суд признал его виновным в расстреле таможенников на посту в Мядининкае в 1991 году. Сам Никулин себя виновным не признал и высказал предположение, что преступление совершила неизвестная группа военнослужащих, которая в это время находилась на базе вильнюсского ОМОНа.
Остальных обвиняемых в этом преступлении, в том числе бывшего командира рижского ОМОНа Чеслава Млынника, привлечь к суду не удалось, поскольку они находятся в России. Россия отказывается выдавать подозреваемых и, по утверждению литовской прокуратуры, отказывается даже их допрашивать.
Александр Рыжов в 2010 году был осуждён в России за организацию преступного сообщества и приговорён к 15 годам лишения свободы.
29 июля 2011 года, за два дня до 20-й годовщины трагедии, Верховный суд Литвы переквалифицировал дело об убийстве таможенников в Мядининкае по статье «Обращение с людьми, не предусмотренное международным правом». Это было связано с тем, что эта уголовная статья не имеет сроков давности, а статьи «террористический акт» и «убийство двух и более лиц», по которым ранее рассматривалось это дело, имеют срок давности в 20 лет, который истёк через два дня после переквалификации.

## Суд
28 октября 2016 года Вильнюсский окружной суд заочно приговорил троих бывших бойцов Рижского ОМОНа (ныне граждан России) Чеслава Млынника, Андрея Лактионова и Александра Рыжова к пожизненному заключению по обвинению в убийстве